# Staurastrum longimum
Staurastrum longimum là một loài Song tinh tảo trong họ Desmidiaceae, thuộc chi Staurastrum.